# Азербејџан на Светском првенству у атлетици у дворани 1993.
Азербејџан је као самостална земља дебитовао на 4. Светском првенству у атлетици у дворани 1993. одржаном у Торонту од 12. до 14. марта. До овог првенства, атлетичари Азербејџана су учествовали у саставу репрезентације СССР.
У дебитантском учешћу на светским првенствима у дворани Азербејџан је представљало пет атлетичаљра (4 мушкарца и 1 жена) који су се такмичили у 4 атлетске дисциплине. Најмлађи учесник била је Елвира Џабарова са 16. година и 87 дана, а најстарији Сергеј Shildkret са 30 гoдина и 139 дана.
Атлетичари Азербејџана нису освојили ниједну медаљу, а оборили су два национална рекорда у трци на 60 метара за жене и ходању на 5.000 метара за мушкарце.

## Учесници
| Мушкарци: - Сергеј Лопаткин — 60 м - Емин Махмудбеков — 400 м - Сергеј Shildkret — ходање 5.000 м - Роман Лобачев — ходање 5.000 м | Жене: - Елвира Џабарова — 60 м |  |

## Резултати

### Мушкарци
| Атлетичар        | Дисциплина     | Лични рекорд | Квалификације   | Квалификације   | Полуфинале           | Полуфинале           | Финале               | Финале          | Детаљи                                     |
| Атлетичар        | Дисциплина     | Лични рекорд | Резултат        | Место           | Резултат             | Место                | Резултат             | Место           | Детаљи                                     |
| ---------------- | -------------- | ------------ | --------------- | --------------- | -------------------- | -------------------- | -------------------- | --------------- | ------------------------------------------ |
| Сергеј Лопаткин  | 60 м           |              | 7,07            | 7. у гр. 1      | Није се квалификовао | Није се квалификовао | Није се квалификовао | 38 / 41 (46)    | Архивирано на веб-сајту (11. октобар 2015) |
| Емин Махмудбеков | 400 м          |              | Дисквалификован | Дисквалификован | Дисквалификован      | Дисквалификован      | Дисквалификован      | Дисквалификован | Архивирано на веб-сајту (11. октобар 2015) |
| Роман Лобачев    | 5.000 м ходање |              | 21:55,88 НРд    | 7. у гр. 1      |                      |                      | Није се квалификовао | 12 / 12 (15)    | Архивирано на веб-сајту (27. октобар 2015) |
| Сергеј Shildkret | 5.000 м ходање |              | 21:45,56 НРд    | 5. у гр. 2      | 11 / 12 (15)         |                      | Није се квалификовао |                 | Архивирано на веб-сајту (27. октобар 2015) |

### Жене
| Атлетичарка   | Дисциплина | Лични рекорд | Квалификације | Квалификације | Финале                | Финале        | Детаљи                                     |
| Атлетичарка   | Дисциплина | Лични рекорд | Резултат      | Место         | Резултат              | Место         | Детаљи                                     |
| ------------- | ---------- | ------------ | ------------- | ------------- | --------------------- | ------------- | ------------------------------------------ |
| Флора Хјасинт | 60 м       |              | 7,68 НРд      | 8. у гр. 3    | није се квалификовала | 29. / 29 (32) | Архивирано на веб-сајту (27. октобар 2015) |